# لينتون فازيل
لينتون فازيل (بالإنجليزية: Linton Vassell) هو فنان قتال مختلط بريطاني، ولد في 3 يونيو 1983 في لندن في المملكة المتحدة.

## وصلات خارجية
- لينتون فازيل على موقع بيلاتور (الإنجليزية)
- لينتون فازيل على موقع شيردوغ (الإنجليزية)
- لينتون فازيل على موقع Tapology.com (الإنجليزية)
- لينتون فازيل على موقع IMDb (الإنجليزية)